# Robbins Nunatak
Il Robbins Nunatak è un cospicuo nunatak antartico, alto 1.015 m, situato 15 km a nordest del Monte Gorecki nelle Schmidt Hills, una delle due porzioni che costituiscono il Neptune Range, nei Monti Pensacola in Antartide. 
Il nunatak è stato mappato dallo United States Geological Survey (USGS) sulla base di rilevazioni e foto aeree scattate dalla U.S. Navy nel periodo 1956-66.
La denominazione è stata assegnata dall'Advisory Committee on Antarctic Names (US-ACAN) in onore di Edward J. Robbins, aerografista in servizio alla Stazione Ellsworth durante l'inverno 1958.